# バトルロイヤル風間
バトルロイヤル風間（バトルロイヤルかざま、1956年3月12日 - ）は日本の漫画家。本名は風間雄吉。プロレス、将棋、落語の漫画絵を多数描いている。日本落画家協会会員。

## 概要
法政大学卒業。在学中は漫画研究会に所属（在学中の先輩にながいのりあきがいる）。出版社に入社して編集者として小中学生向けの宅配問題集を作った。
退社して、出版社（毎日コミュニケーションズ）での先輩（大崎千明）が編集者として創刊した「週刊将棋」で4コマ漫画「オレたち将棋ん族」を連載開始。2016年の休刊まで長期連載した（1990年に将棋ペンクラブ大賞特別賞を受賞）。他にも『将棋世界』にも連載をもち、かつては『近代将棋』や『将棋マガジン』でも漫画やコラムを執筆していた。
4コマ漫画集は単行本『オレたち将棋ん族』『天才将棋帝国 - バトルロイヤル主義』として発売されており、この他に雑誌や書籍のカット描き、対局ルポ漫画、棋士伝記漫画などもこなしている。
将棋界への貢献を評価されて日本将棋連盟から特別賞を与えられたこともある。
大山康晴との対談に自分の漫画を読んだことがあるか聞き、「ない。載っているな、と思うくらいで」と言われ、ガッカリしてしまったと書いていた。
落語等の話芸や、映画にも精通。演芸専門誌「東京かわら版」に1991年3月号から2024年12月まで4コマ漫画「バカなことはヨセ！」を連載。「似顔絵作家」「漫談家」としての顔もあり、各種催しで客の似顔絵を描くパフォーマンスをたびたび披露しているほか、セミプロ芸人を集めた演芸イベント「ザ★失投パレード」をプロデュースし、自らも漫談や似顔絵パフォーマンスを行っている。また、軽演劇「浅草にんげん座」の座員として舞台に上がっている。
2011年からは「口腔保健協会」出版物として、歯磨きの教育絵本を本名名義で執筆している。
歌手・俳優の高橋元太郎は親戚。
巨漢であり、学習研究社の4年の科学(1998年度版)のコーナー「それいけバトルロイヤル風間」ではネタとして扱われた。現在もブログで、外食した時の食事の写真を頻繁に公開している。

## 著書
- 『オレたち将棋ん族』毎日コミュニケーションズ (1989年7月)
- 『天才将棋帝国 - バトルロイヤル主義』毎日コミュニケーションズ 1995年1月
- 『オレたち将棋ん族〈エピソード1〉2005-2009』双峰社 2015年8月
- 『オレたち将棋ん族〈エピソード2〉2010-2012』双峰社 2016年3月12日

### 本名での著書
- おじいちゃんは8001―お口のタイムトラベル みしまたかし、 風間雄吉 口腔保健協会 2011年6月
- はみがきありがとう 風間雄吉 口腔保健協会 2012年8月
- ばあちゃんの入れ歯 風間雄吉 口腔保健協会 2013年11月
- おばあちゃんは8020―お口のタイムトラベル2  みしまたかし、風間雄吉 口腔保健協会 2016年8月